# Ministère de la Femme, de la Famille et de l'Enfant
Le ministère de la Femme, de la Famille et de l'Enfant de Côte d'Ivoire, en abrégé MFFE, est le ministère ivoirien chargé de la mise en exécution et du suivi de la politique gouvernementale en matière de promotion de la femme, de Ia famille et de protection de l'enfant. Son actuelle ministre est Nasseneba Touré Diané,.

## Création et mission
Le ministère de la Femme, de la Famille et de l'Enfant (MFFE) est créé en 1976 et est réformé à plusieurs reprises par différents décrets (dernier decret: décret n° 2019-1010 du 4 décembre 2019) dans l'optique d'améliorer en permanence ses actions. Elle connaît sa dernière reforme le 4 mai 2022. Elle est l'entité du gouvernement en charge de la mise en œuvre de la politique ivoirienne en lien avec la protection de la famille ainsi qu'a la promotion des droits de la femme et de l'enfant.